# Campeonato de Primera B Nacional 2018-19
El Campeonato de Primera B Nacional 2018-19 fue la trigésima cuarta edición del torneo federal de segunda división del fútbol argentino. Comenzó el 25 de agosto de 2018 y se extendió hasta el 8 de junio de 2019, con un receso estival entre el 10 de diciembre y el 1 de febrero. Se disputó en dos fases: una rueda por el sistema de todos contra todos y un torneo reducido por eliminación directa.
Los nuevos participantes fueron los cuatro equipos descendidos de la Superliga 2017-18: Arsenal (tras 16 años y 17 temporadas en la primera categoría), Chacarita Juniors (tras una única temporada), Olimpo (después de 5 años y 6 temporadas) y Temperley (3 años y 4 temporadas); los dos ascendidos del campeonato de Primera B 2017-18, el campeón, Platense (que recuperó la categoría luego de 8 años), y el ganador del torneo reducido, Defensores de Belgrano (que no participaba desde hacía 13 años); y los dos ascendidos del Torneo Federal A 2017-18, el campeón, Central Córdoba, de Santiago del Estero (tras una sola temporada en la tercera división), y el ganador de la Reválida, Gimnasia y Esgrima, de Mendoza (que retornó luego de 3 temporadas).
Tuvo dos ascensos a la Primera División, uno para el campeón, Arsenal Fútbol Club, que se consagró al ganar el desempate contra el Club Atlético Sarmiento, y otro para el ganador del reducido, el Club Atlético Central Córdoba. También se produjeron dos descensos a la tercera categoría, por el sistema de promedios, mediante dos tablas, una para los clubes directamente afiliados y otra para los indirectamente afiliados a la AFA.

## Ascensos y descensos
| Torneo    | Descendidos de la B Nacional 2017-18 |
| --------- | ------------------------------------ |
| Primera B | All Boys                             |
| Primera B | Deportivo Riestra                    |
| Primera B | Flandria                             |
| Federal A | Boca Unidos                          |
| Federal A | Juventud Unida (G)                   |
| Federal A | Sportivo Estudiantes (SL)            |

| Torneo    | Ascendidos a la B Nacional 2018-19 |
| --------- | ---------------------------------- |
| Primera B | Platense                           |
| Primera B | Defensores de Belgrano             |
| Federal A | Central Córdoba (SdE)              |
| Federal A | Gimnasia y Esgrima (M)             |

| Pos       | Ascendidos a la Superliga 2018-19 |
| --------- | --------------------------------- |
| 1.º       | Aldosivi                          |
| Gan. red. | San Martín (T)                    |

| Prom | Descendidos de la Superliga 2017-18 |
| ---- | ----------------------------------- |
| 25.º | Temperley                           |
| 26.º | Olimpo                              |
| 27.º | Arsenal                             |
| 28.º | Chacarita Juniors                   |

## Equipos
| Equipo                  | Ciudad                | Estadio                             | Capacidad |
| ----------------------- | --------------------- | ----------------------------------- | --------- |
| Agropecuario            | Carlos Casares        | Ofelia Rosenzuaig                   | 8000      |
| Almagro                 | José Ingenieros       | Tres de Febrero                     | 19 000    |
| Arsenal                 | Sarandí               | Julio Humberto Grondona             | 16 300    |
| Atlético de Rafaela     | Rafaela               | Nuevo Monumental                    | 14 660    |
| Brown                   | Adrogué               | Lorenzo Arandilla                   | 4500      |
| Central Córdoba         | Santiago del Estero   | Alfredo Terrera                     | 21 000    |
| Chacarita Juniors       | Villa Maipú           | Chacarita Juniors                   | 26 530    |
| Defensores de Belgrano  | Buenos Aires          | Juan Pasquale                       | 8300      |
| Deportivo Morón         | Morón                 | Nuevo Francisco Urbano              | 32 000    |
| Ferro Carril Oeste      | Buenos Aires          | Arquitecto Ricardo Etcheverri       | 24 442    |
| Gimnasia y Esgrima      | Mendoza               | Víctor Antonio Legrotaglie          | 14 000    |
| Gimnasia y Esgrima      | San Salvador de Jujuy | 23 de Agosto                        | 23 000    |
| Guillermo Brown         | Puerto Madryn         | Raul Conti                          | 14 500    |
| Independiente Rivadavia | Mendoza               | Bautista Gargantini                 | 24 000    |
| Instituto               | Córdoba               | Juan Domingo Perón                  | 26 000    |
| Los Andes               | Lomas de Zamora       | Eduardo Gallardón                   | 35 000    |
| Mitre                   | Santiago del Estero   | Doctores José y Antonio Castiglione | 10 500    |
| Nueva Chicago           | Buenos Aires          | Nueva Chicago                       | 29 000    |
| Olimpo                  | Bahía Blanca          | Roberto Natalio Carminatti          | 18 000    |
| Platense                | Florida               | Ciudad de Vicente López             | 31 050    |
| Quilmes                 | Quilmes               | Centenario                          | 33 200    |
| Ramón Santamarina       | Tandil                | Municipal General San Martin        | 8762      |
| Sarmiento               | Junín                 | Eva Perón                           | 22 000    |
| Temperley               | Turdera               | Alfredo Beranger                    | 18 000    |
| Villa Dálmine           | Campana               | El Coliseo de Mitre y Puccini       | 11 250    |

### Distribución geográfica de los equipos
| Región                                   | Cant. | Equipos |
| ---------------------------------------- | ----- | --- |
| Conurbano bonaerense                     | 9     | Almagro, Arsenal, Brown de Adrogué, Chacarita Juniors, Deportivo Morón, Los Andes, Platense, Quilmes y Temperley. |
| Interior de la provincia de Buenos Aires | 5     | Agropecuario, Olimpo, Ramón Santamarina, Sarmiento y Villa Dálmine                                                |
| Ciudad de Buenos Aires                   | 3     | Defensores de Belgrano, Ferro Carril Oeste y Nueva Chicago                                                        |
| Provincia de Mendoza                     | 2     | Gimnasia y Esgrima e Independiente Rivadavia                                                                      |
| Provincia de Santiago del Estero         | 2     | Central Córdoba y Mitre                                                                                           |
| Provincia del Chubut                     | 1     | Guillermo Brown                                                                                                   |
| Provincia de Córdoba                     | 1     | Instituto |
| Provincia de Jujuy                       | 1     | Gimnasia y Esgrima                                                                                                |
| Provincia de Santa Fe                    | 1     | Atlético de Rafaela                                                                                               |

## Formato

### Ascensos
Los 25 participantes se enfrentaron en una rueda por el sistema de todos contra todos. Hubo dos ascendidos a la Superliga, el campeón y el ganador de un torneo reducido jugado por eliminación directa entre los ocho equipos que ocupen los siguientes puestos, del segundo al noveno.

### Descensos
Descendieron dos equipos, los que ocuparon la última posición en la respectiva tabla de promedios.

### Clasificación a la Copa Argentina 2018-19
Los primeros doce equipos de la tabla de promedios cumplida la 13.ª fecha clasificaron a los treintaidosavos de final de la Copa Argentina 2018-19.

## Tabla de posiciones final
| Pos. | Equipo                  | Pts. | PJ | PG | PE | PP | GF | GC | Dif. |
| ---- | ----------------------- | ---- | -- | -- | -- | -- | -- | -- | ---- |
| 01.º | Arsenal                 | 46   | 24 | 13 | 7  | 4  | 36 | 19 | 17   |
| 02.º | Sarmiento (J)           | 46   | 24 | 12 | 10 | 2  | 32 | 14 | 18   |
| 03.º | Nueva Chicago           | 42   | 24 | 12 | 6  | 6  | 32 | 25 | 7    |
| 04.º | Almagro                 | 40   | 24 | 11 | 7  | 6  | 26 | 21 | 5    |
| 05.º | Platense                | 39   | 24 | 11 | 6  | 7  | 30 | 18 | 12   |
| 06.º | Central Córdoba (SdE)   | 37   | 24 | 9  | 10 | 5  | 27 | 24 | 3    |
| 07.º | Gimnasia y Esgrima (M)  | 37   | 24 | 10 | 7  | 7  | 28 | 31 | −3   |
| 08.º | Independiente Rivadavia | 36   | 24 | 9  | 9  | 6  | 25 | 19 | 6    |
| 09.º | Brown de Adrogué        | 36   | 24 | 9  | 9  | 6  | 20 | 17 | 3    |
| 10.º | Ferro Carril Oeste      | 35   | 24 | 10 | 5  | 9  | 33 | 32 | 1    |
| 11.º | Mitre (SdE)             | 35   | 24 | 10 | 5  | 9  | 27 | 30 | −3   |
| 12.º | Agropecuario            | 34   | 24 | 8  | 10 | 6  | 16 | 13 | 3    |
| 13.º | Villa Dálmine           | 33   | 24 | 8  | 9  | 7  | 30 | 25 | 5    |
| 14.º | Temperley               | 31   | 24 | 8  | 7  | 9  | 26 | 27 | −1   |
| 15.º | Deportivo Morón         | 30   | 24 | 7  | 9  | 8  | 21 | 25 | −4   |
| 16.º | Defensores de Belgrano  | 29   | 24 | 7  | 8  | 9  | 20 | 24 | −4   |
| 17.º | Atlético de Rafaela     | 26   | 24 | 7  | 5  | 12 | 23 | 25 | −2   |
| 18.º | Quilmes                 | 26   | 24 | 5  | 11 | 8  | 24 | 27 | −3   |
| 19.º | Gimnasia y Esgrima (J)  | 25   | 24 | 5  | 10 | 9  | 22 | 27 | −5   |
| 20.º | Guillermo Brown         | 25   | 24 | 6  | 7  | 11 | 19 | 24 | −5   |
| 21.º | Olimpo                  | 25   | 24 | 7  | 4  | 13 | 24 | 36 | −12  |
| 22.º | Instituto               | 24   | 24 | 6  | 6  | 12 | 26 | 32 | −6   |
| 23.º | Ramón Santamarina       | 24   | 24 | 5  | 9  | 10 | 21 | 29 | −8   |
| 24.º | Chacarita Juniors       | 24   | 24 | 6  | 6  | 12 | 17 | 30 | −13  |
| 25.º | Los Andes               | 20   | 24 | 4  | 8  | 12 | 13 | 24 | −11  |

|  | Campeón. Ascendió a la Primera División.           |
|  | Jugaron un torneo reducido por el segundo ascenso. |

### Evolución de las posiciones
| Equipo / Fecha          | 1    | 2    | 3    | 4    | 5    | 6    | 7    | 8    | 9    | 10   | 11   | 12   | 13   | 14   | 15   | 16   | 17   | 18   | 19   | 20   | 21   | 22   | 23   | 24   | 25   |
| ----------------------- | ---- | ---- | ---- | ---- | ---- | ---- | ---- | ---- | ---- | ---- | ---- | ---- | ---- | ---- | ---- | ---- | ---- | ---- | ---- | ---- | ---- | ---- | ---- | ---- | ---- |
| Agropecuario            | 03.º | 05.º | 05.º | 09.º | 08.º | 10.º | 13.º | 08.º | 11.º | 11.º | 08.º | 09.º | 10.º | 12.º | 10.º | 08.º | 09.º | 09.º | 06.º | 06.º | 08.º | 12.º | 13.º | 11.º | 12.º |
| Almagro                 | 06.º | 11.º | 01.º | 01.º | 02.º | 03.º | 05.º | 05.º | 05.º | 06.º | 05.º | 05.º | 06.º | 08.º | 11.º | 12.º | 15.º | 14.º | 14.º | 14.º | 11.º | 06.º | 07.º | 05.º | 04.º |
| Arsenal                 | 11.º | 14.º | 19.º | 14.º | 17.º | 06.º | 03.º | 03.º | 03.º | 03.º | 03.º | 04.º | 03.º | 02.º | 01.º | 02.º | 02.º | 03.º | 03.º | 03.º | 03.º | 02.º | 02.º | 01.º | 01.º |
| Atlético de Rafaela     | 03.º | 06.º | 03.º | 07.º | 10.º | 13.º | 09.º | 10.º | 10.º | 08.º | 13.º | 12.º | 14.º | 17.º | 18.º | 18.º | 16.º | 15.º | 17.º | 16.º | 16.º | 16.º | 16.º | 17.º | 17.º |
| Brown de Adrogué        | 06.º | 02.º | 09.º | 08.º | 07.º | 08.º | 08.º | 07.º | 06.º | 09.º | 10.º | 10.º | 12.º | 13.º | 12.º | 15.º | 12.º | 07.º | 05.º | 04.º | 04.º | 05.º | 09.º | 12.º | 09.º |
| Central Córdoba (SdE)   | 11.º | 19.º | 13.º | 15.º | 14.º | 16.º | 18.º | 17.º | 17.º | 14.º | 11.º | 13.º | 09.º | 07.º | 09.º | 07.º | 08.º | 08.º | 10.º | 07.º | 05.º | 07.º | 05.º | 06.º | 06.º |
| Chacarita Juniors       | 19.º | 21.º | 23.º | 19.º | 19.º | 23.º | 17.º | 19.º | 22.º | 18.º | 17.º | 19.º | 21.º | 21.º | 23.º | 23.º | 23.º | 24.º | 24.º | 25.º | 25.º | 25.º | 25.º | 24.º | 24.º |
| Defensores de Belgrano  | -    | 17.º | 12.º | 16.º | 18.º | 21.º | 23.º | 23.º | 23.º | 20.º | 20.º | 20.º | 15.º | 14.º | 13.º | 10.º | 14.º | 12.º | 09.º | 15.º | 15.º | 15.º | 15.º | 15.º | 16.º |
| Deportivo Morón         | 11.º | 16.º | 22.º | 22.º | 22.º | 18.º | 21.º | 21.º | 20.º | 17.º | 14.º | 15.º | 18.º | 19.º | 19.º | 19.º | 17.º | 18.º | 19.º | 19.º | 20.º | 22.º | 18.º | 16.º | 15.º |
| Ferro Carril Oeste      | 24.º | 12.º | 15.º | 12.º | 11.º | 11.º | 10.º | 12.º | 15.º | 13.º | 15.º | 11.º | 13.º | 16.º | 16.º | 17.º | 19.º | 17.º | 15.º | 13.º | 10.º | 10.º | 11.º | 09.º | 10.º |
| Gimnasia y Esgrima (J)  | 11.º | 14.º | 18.º | 17.º | 20.º | 14.º | 12.º | 14.º | 14.º | 19.º | 18.º | 17.º | 17.º | 11.º | 15.º | 14.º | 13.º | 16.º | 16.º | 17.º | 17.º | 18.º | 21.º | 20.º | 19.º |
| Gimnasia y Esgrima (M)  | 03.º | 13.º | 11.º | 10.º | 05.º | 07.º | 07.º | 09.º | 08.º | 10.º | 09.º | 08.º | 07.º | 06.º | 06.º | 06.º | 07.º | 10.º | 11.º | 08.º | 12.º | 08.º | 06.º | 07.º | 07.º |
| Guillermo Brown         | 19.º | 21.º | 24.º | 25.º | 25.º | 24.º | 24.º | 24.º | 24.º | 22.º | 24.º | 24.º | 24.º | 24.º | 24.º | 24.º | 24.º | 23.º | 23.º | 20.º | 22.º | 19.º | 22.º | 18.º | 20.º |
| Independiente Rivadavia | 06.º | 03.º | 10.º | 04.º | 06.º | 05.º | 04.º | 04.º | 04.º | 04.º | 04.º | 03.º | 05.º | 05.º | 05.º | 05.º | 06.º | 05.º | 07.º | 10.º | 13.º | 14.º | 10.º | 08.º | 08.º |
| Instituto               | 25.º | 24.º | 16.º | 13.º | 15.º | 19.º | 19.º | 15.º | 12.º | 12.º | 16.º | 16.º | 19.º | 20.º | 21.º | 21.º | 22.º | 22.º | 20.º | 21.º | 23.º | 20.º | 20.º | 22.º | 22.º |
| Los Andes               | 19.º | 21.º | 24.º | 24.º | 23.º | 25.º | 25.º | 25.º | 25.º | 25.º | 25.º | 25.º | 25.º | 25.º | 25.º | 25.º | 25.º | 25.º | 25.º | 24.º | 24.º | 24.º | 24.º | 25.º | 25.º |
| Mitre (SdE)             | 06.º | 03.º | 04.º | 02.º | 04.º | 04.º | 06.º | 06.º | 07.º | 05.º | 07.º | 06.º | 04.º | 03.º | 04.º | 04.º | 04.º | 06.º | 08.º | 11.º | 14.º | 11.º | 08.º | 10.º | 11.º |
| Nueva Chicago           | 02.º | 08.º | 08.º | 03.º | 01.º | 01.º | 01.º | 02.º | 02.º | 01.º | 02.º | 02.º | 02.º | 04.º | 03.º | 03.º | 03.º | 02.º | 02.º | 02.º | 02.º | 03.º | 03.º | 03.º | 03.º |
| Olimpo                  | 19.º | 24.º | 16.º | 20.º | 16.º | 17.º | 20.º | 19.º | 19.º | 16.º | 19.º | 18.º | 20.º | 18.º | 20.º | 22.º | 21.º | 19.º | 21.º | 22.º | 18.º | 17.º | 17.º | 19.º | 21.º |
| Platense                | 19.º | 10.º | 07.º | 11.º | 12.º | 15.º | 15.º | 11.º | 09.º | 07.º | 06.º | 07.º | 08.º | 10.º | 08.º | 13.º | 10.º | 11.º | 12.º | 09.º | 06.º | 04.º | 04.º | 04.º | 05.º |
| Quilmes                 | 16.º | 09.º | 14.º | 18.º | 13.º | 12.º | 14.º | 16.º | 18.º | 23.º | 22.º | 23.º | 23.º | 23.º | 22.º | 20.º | 20.º | 21.º | 22.º | 23.º | 21.º | 23.º | 19.º | 21.º | 18.º |
| Ramón Santamarina       | 16.º | 18.º | 20.º | 21.º | 21.º | 20.º | 22.º | 22.º | 16.º | 21.º | 21.º | 22.º | 22.º | 22.º | 17.º | 16.º | 18.º | 20.º | 18.º | 18.º | 19.º | 21.º | 23.º | 23.º | 23.º |
| Sarmiento (J)           | 06.º | 07.º | 06.º | 05.º | 03.º | 02.º | 02.º | 01.º | 01.º | 02.º | 01.º | 01.º | 01.º | 01.º | 02.º | 01.º | 01.º | 01.º | 01.º | 01.º | 01.º | 01.º | 01.º | 02.º | 02.º |
| Temperley               | 16.º | 20.º | 21.º | 23.º | 24.º | 22.º | 16.º | 18.º | 21.º | 24.º | 23.º | 21.º | 16.º | 15.º | 14.º | 11.º | 11.º | 13.º | 13.º | 12.º | 09.º | 13.º | 14.º | 14.º | 14.º |
| Villa Dálmine           | 01.º | 01.º | 02.º | 06.º | 09.º | 09.º | 11.º | 13.º | 13.º | 15.º | 12.º | 14.º | 11.º | 09.º | 07.º | 09.º | 05.º | 04.º | 04.º | 05.º | 07.º | 09.º | 12.º | 13.º | 13.º |

| 1. 2. 3. 4. 5. 6. 7. |

## Tablas de descenso
Se confeccionaron dos tablas de promedios, una para los equipos directamente afiliados y otra para los indirectamente afiliados a la AFA. Descendió el último ubicado de cada una de ellas.
Para el cómputo se tomaron en cuenta las campañas de las últimas tres temporadas, a diferencia de lo que ocurrió en los torneos recientes, en los que se consideraron las últimas cuatro.

### Equipos directamente afiliados
El equipo que ocupa el último puesto descendió a la Primera B.
| Pos  | Equipo                 | Promedio | 2016-17 | 2017-18 | 2018-19 | Total | PJ |
| ---- | ---------------------- | -------- | ------- | ------- | ------- | ----- | -- |
| 01.º | Arsenal                | 1,916    | -       | -       | 46      | 46    | 24 |
| 02.º | Sarmiento (J)          | 1,728    | -       | 37      | 46      | 83    | 48 |
| 03.º | Platense               | 1,652    | -       | -       | 38      | 38    | 23 |
| 04.º | Almagro                | 1,532    | 60      | 41      | 40      | 141   | 92 |
| 05.º | Brown de Adrogué       | 1,500    | 65      | 37      | 36      | 138   | 92 |
| 06.º | Chacarita Juniors      | 1,485    | 77      | -       | 24      | 101   | 68 |
| 07.º | Nueva Chicago          | 1,380    | 60      | 25      | 42      | 127   | 92 |
| 08.º | Ferro Carril Oeste     | 1,315    | 60      | 26      | 35      | 121   | 92 |
| 09.º | Deportivo Morón        | 1,312    | -       | 33      | 30      | 63    | 48 |
| 10.º | Temperley              | 1,304    | -       | -       | 30      | 30    | 23 |
| 11.º | Villa Dálmine          | 1,260    | 47      | 36      | 33      | 116   | 92 |
| 12.º | Defensores de Belgrano | 1,208    | -       | -       | 29      | 29    | 24 |
| 12.º | Quilmes                | 1,208    | -       | 32      | 26      | 58    | 48 |
| 14.º | Los Andes              | 1,152    | 59      | 27      | 20      | 106   | 92 |

|  | Descendió a la Primera B. |

### Equipos indirectamente afiliados
El equipo que ocupa el último puesto descendió al Federal A.
| Pos  | Equipo                  | Promedio | 2016-17 | 2017-18 | 2018-19 | Total | PJ |
| ---- | ----------------------- | -------- | ------- | ------- | ------- | ----- | -- |
| 01.º | Central Córdoba (SdE)   | 1,541    | -       | -       | 37      | 37    | 24 |
| 01.º | Gimnasia y Esgrima (M)  | 1,541    | -       | -       | 37      | 37    | 24 |
| 03.º | Independiente Rivadavia | 1,456    | 67      | 31      | 36      | 134   | 92 |
| 04.º | Agropecuario            | 1,437    | -       | 35      | 34      | 69    | 48 |
| 05.º | Mitre (SdE)             | 1,395    | -       | 32      | 35      | 67    | 48 |
| 06.º | Guillermo Brown         | 1,391    | 75      | 28      | 25      | 128   | 92 |
| 07.º | Instituto               | 1,347    | 63      | 37      | 24      | 124   | 92 |
| 08.º | Atlético de Rafaela     | 1,291    | -       | 36      | 26      | 62    | 48 |
| 09.º | Gimnasia y Esgrima (J)  | 1,206    | 52      | 34      | 25      | 111   | 92 |
| 10.º | Ramón Santamarina       | 1,184    | 61      | 24      | 24      | 109   | 92 |
| 11.º | Olimpo                  | 1,041    | -       | -       | 25      | 25    | 24 |

|  | Descendió al Federal A. |

## Tabla de promedios cumplida la decimotercera fecha
Esta tabla fue usada para determinar los equipos clasificados a la Copa Argentina 2018-19, que fueron los que ocuparon los doce primeros lugares, promediando la cantidad de puntos obtenidos con la cantidad de partidos disputados hasta la fecha 13. En caso de empate de posiciones se usó la diferencia de goles y goles a favor.
| Pos  | Equipo                  | Promedio | Pts | PJ | G | E | P | GF | GC | Dif |
| ---- | ----------------------- | -------- | --- | -- | - | - | - | -- | -- | --- |
| 01.º | Sarmiento (J)           | 2,230    | 29  | 13 | 8 | 5 | 0 | 17 | 5  | 12  |
| 02.º | Nueva Chicago           | 2,083    | 25  | 12 | 8 | 1 | 3 | 14 | 10 | 4   |
| 03.º | Mitre (SdE)             | 1,916    | 23  | 12 | 7 | 2 | 3 | 15 | 11 | 4   |
| 04.º | Arsenal                 | 1,846    | 24  | 13 | 7 | 3 | 3 | 21 | 12 | 9   |
| 05.º | Independiente Rivadavia | 1,692    | 22  | 13 | 6 | 4 | 3 | 13 | 8  | 5   |
| 06.º | Almagro                 | 1,615    | 21  | 13 | 6 | 3 | 4 | 11 | 11 | 0   |
| 07.º | Gimnasia y Esgrima (M)  | 1,615    | 21  | 13 | 6 | 3 | 4 | 15 | 16 | -1  |
| 08.º | Central Córdoba (SdE)   | 1,500    | 18  | 12 | 4 | 6 | 2 | 15 | 12 | 3   |
| 09.º | Platense                | 1,384    | 18  | 13 | 5 | 3 | 5 | 14 | 10 | 4   |
| 10.º | Agropecuario            | 1,384    | 18  | 13 | 4 | 6 | 3 | 8  | 7  | 1   |
| 11.º | Villa Dálmine           | 1,307    | 17  | 13 | 4 | 5 | 4 | 18 | 15 | 3   |
| 12.º | Atlético de Rafaela     | 1,250    | 15  | 12 | 4 | 3 | 5 | 15 | 14 | 1   |
| 13.º | Defensores de Belgrano  | 1,250    | 15  | 12 | 3 | 6 | 3 | 12 | 11 | 1   |
| 14.º | Temperley               | 1,250    | 15  | 12 | 4 | 3 | 5 | 12 | 12 | 0   |
| 15.º | Gimnasia y Esgrima (J)  | 1,250    | 15  | 12 | 3 | 6 | 3 | 10 | 10 | 0   |
| 16.º | Brown de Adrogué        | 1,230    | 16  | 13 | 3 | 7 | 3 | 10 | 10 | 0   |
| 17.º | Ferro Carril Oeste      | 1,230    | 16  | 13 | 5 | 1 | 7 | 15 | 20 | -5  |
| 18.º | Instituto               | 1,166    | 14  | 12 | 4 | 2 | 6 | 12 | 18 | -6  |
| 19.º | Deportivo Morón         | 1,076    | 14  | 13 | 3 | 5 | 5 | 10 | 13 | -3  |
| 20.º | Olimpo                  | 1,000    | 12  | 12 | 3 | 3 | 6 | 10 | 14 | -4  |
| 21.º | Chacarita Juniors       | 1,000    | 12  | 12 | 3 | 3 | 6 | 8  | 15 | -7  |
| 22.º | Ramón Santamarina       | 0,916    | 11  | 12 | 2 | 5 | 5 | 9  | 12 | -3  |
| 23.º | Quilmes                 | 0,846    | 11  | 13 | 2 | 5 | 6 | 10 | 15 | -5  |
| 24.º | Guillermo Brown         | 0,727    | 9   | 12 | 1 | 6 | 5 | 6  | 11 | -5  |
| 25.º | Los Andes               | 0,583    | 7   | 12 | 1 | 4 | 7 | 3  | 11 | -8  |

|  | Clasificados a la Copa Argentina 2018-19. |

## Resultados
| Nueva Chicago                 | 2 - 0 | Ferro Carril Oeste      | Nueva Chicago                 | 25 de agosto | 13:10 |
| Los Andes                     | 0 - 1 | Independiente Rivadavia | Eduardo Gallardón             | 25 de agosto | 15:30 |
| Arsenal                       | 1 - 1 | Gimnasia y Esgrima (J)  | El Viaducto                   | 25 de agosto | 15:30 |
| Villa Dálmine                 | 3 - 0 | Instituto               | El Coliseo de Mitre y Puccini | 25 de agosto | 15:30 |
| Agropecuario                  | 2 - 1 | Ramón Santamarina       | Ofelia Rosenzuaig             | 25 de agosto | 16:00 |
| Platense                      | 0 - 1 | Mitre (SdE)             | Ciudad de Vicente López       | 26 de agosto | 15:05 |
| Olimpo                        | 0 - 1 | Sarmiento (J)           | Roberto N. Carminati          | 26 de agosto | 15:30 |
| Guillermo Brown               | 0 - 1 | Brown de Adrogué        | Raúl Conti                    | 26 de agosto | 15:30 |
| Central Córdoba (SdE)         | 1 - 1 | Deportivo Morón         | Alfredo Terrera               | 26 de agosto | 16:00 |
| Gimnasia y Esgrima (M)        | 2 - 1 | Temperley               | Víctor Antonio Legrotaglie    | 26 de agosto | 16:30 |
| Atlético de Rafaela           | 2 - 1 | Quilmes                 | Nuevo Monumental              | 27 de agosto | 20:00 |
| Almagro                       | 1 - 0 | Chacarita Juniors       | Tres de Febrero               | 27 de agosto | 21:05 |
| Libre: Defensores de Belgrano |       |                         |                               |              |       |

| Temperley               | 0 - 2 | Villa Dálmine          | Alfredo Beranger                 | 31 de agosto    | 21:00 |
| Instituto               | 0 - 1 | Agropecuario           | Juan Domingo Perón               | 31 de agosto    | 21:05 |
| Sarmiento (J)           | 1 - 1 | Atlético de Rafaela    | Eva Perón                        | 1 de septiembre | 14:00 |
| Brown de Adrogué        | 3 - 0 | Olimpo                 | Lorenzo Arandilla                | 1 de septiembre | 15:30 |
| Ferro Carril Oeste      | 2 - 0 | Guillermo Brown        | Arquitecto Ricardo Echeverri     | 1 de septiembre | 15:30 |
| Chacarita Juniors       | 0 - 2 | Platense               | Chacarita Juniors                | 1 de septiembre | 16:05 |
| Ramón Santamarina       | 0 - 0 | Arsenal                | Municipal General San Martin     | 1 de septiembre | 20:30 |
| Mitre (SdE)             | 2 - 0 | Gimnasia y Esgrima (M) | Dres. José y Antonio Castiglione | 2 de septiembre | 17:00 |
| Independiente Rivadavia | 2 - 0 | Central Córdoba (SdE)  | Bautista Gargantini              | 2 de septiembre | 17:00 |
| Gimnasia y Esgrima (J)  | 0 - 0 | Defensores de Belgrano | 23 de agosto                     | 2 de septiembre | 17:00 |
| Deportivo Morón         | 0 - 2 | Almagro                | Nuevo Francisco Urbano           | 3 de septiembre | 20:00 |
| Quilmes                 | 2 - 0 | Los Andes              | Centenario                       | 3 de septiembre | 21:05 |
| Libre: Nueva Chicago    |       |                        |                                  |                 |       |

| Almagro                       | 1 - 0 | Independiente Rivadavia | Tres de Febrero               | 14 de septiembre | 15:30 |
| Central Córdoba (SdE)         | 1 - 0 | Quilmes                 | Alfredo Terrera               | 14 de septiembre | 22:00 |
| Villa Dálmine                 | 2 - 2 | Mitre (SdE)             | El Coliseo de Mitre y Puccini | 15 de septiembre | 15:40 |
| Gimnasia y Esgrima (M)        | 2 - 1 | Chacarita Juniors       | Víctor Antonio Legrotaglie    | 15 de septiembre | 16:30 |
| Agropecuario                  | 1 - 1 | Temperley               | Ofelia Rosenzuaig             | 15 de septiembre | 18:00 |
| Arsenal                       | 1 - 2 | Instituto               | El Viaducto                   | 15 de septiembre | 19:30 |
| Los Andes                     | 0 - 1 | Sarmiento (J)           | Eduardo Gallardón             | 16 de septiembre | 12:00 |
| Olimpo                        | 2 - 1 | Ferro Carril Oeste      | Roberto N. Carminatti         | 16 de septiembre | 15:30 |
| Guillermo Brown               | 0 - 1 | Nueva Chicago           | Raúl Conti                    | 16 de septiembre | 15:30 |
| Defensores de Belgrano        | 1 - 0 | Ramón Santamarina       | Juan Pasquale                 | 16 de septiembre | 15:45 |
| Atlético de Rafaela           | 3 - 1 | Brown de Adrogué        | Nuevo Monumental              | 16 de septiembre | 18:00 |
| Platense                      | 2 - 0 | Deportivo Morón         | Ciudad de Vicente López       | 18 de septiembre | 21:05 |
| Libre: Gimnasia y Esgrima (J) |       |                         |                               |                  |       |

| Instituto               | 4 - 3 | Defensores de Belgrano | Juan Domingo Perón               | 21 de septiembre | 21:05 |
| Chacarita Juniors       | 2 - 1 | Villa Dálmine          | Chacarita Juniors                | 22 de septiembre | 17:05 |
| Sarmiento (J)           | 1 - 1 | Central Córdoba (SdE)  | Eva Perón                        | 22 de septiembre | 19:05 |
| Ramón Santamarina       | 2 - 2 | Gimnasia y Esgrima (J) | Municipal General San Martin     | 22 de septiembre | 20:30 |
| Nueva Chicago           | 1 - 0 | Olimpo                 | Nueva Chicago                    | 23 de septiembre | 11:00 |
| Brown de Adrogué        | 0 - 0 | Los Andes              | Lorenzo Arandilla                | 23 de septiembre | 11:00 |
| Independiente Rivadavia | 1 - 0 | Platense               | Bautista Gargantini              | 23 de septiembre | 15:00 |
| Temperley               | 2 - 3 | Arsenal                | Alfredo Beranger                 | 23 de septiembre | 15:30 |
| Quilmes                 | 0 - 1 | Almagro                | Centenario                       | 23 de septiembre | 15:35 |
| Mitre (SdE)             | 2 - 1 | Agropecuario           | Dres. José y Antonio Castiglione | 23 de septiembre | 21:00 |
| Deportivo Morón         | 0 - 0 | Gimnasia y Esgrima (M) | Nuevo Francisco Urbano           | 24 de septiembre | 15:30 |
| Ferro Carril Oeste      | 2 - 1 | Atlético de Rafaela    | Arquitecto Ricardo Echeverri     | 24 de septiembre | 19:00 |
| Libre: Guillermo Brown  |       |                        |                                  |                  |       |

| Almagro                  | 0 - 2 | Sarmiento (J)           | Tres de Febrero               | 28 de septiembre | 15:35 |
| Atlético de Rafaela      | 0 - 1 | Nueva Chicago           | Nuevo Monumental              | 28 de septiembre | 21:00 |
| Arsenal                  | 3 - 0 | Mitre (SdE)             | El Viaducto                   | 29 de septiembre | 15:30 |
| Villa Dálmine            | 1 - 1 | Deportivo Morón         | El Coliseo de Mitre y Puccini | 29 de septiembre | 15:30 |
| Defensores de Belgrano   | 0 - 0 | Temperley               | Juan Pasquale                 | 29 de septiembre | 17:05 |
| Los Andes                | 1 - 1 | Ferro Carril Oeste      | Eduardo Gallardón             | 30 de septiembre | 14:35 |
| Olimpo                   | 2 - 0 | Guillermo Brown         | Roberto N. Carminatti         | 30 de septiembre | 15:30 |
| Gimnasia y Esgrima (M)   | 1 - 0 | Independiente Rivadavia | Víctor Antonio Legrotaglie    | 30 de septiembre | 16:30 |
| Platense                 | 1 - 2 | Quilmes                 | Ciudad de Vicente López       | 30 de septiembre | 16:35 |
| Agropecuario             | 0 - 0 | Chacarita Juniors       | Ofelia Rosenzuaig             | 1 de octubre     | 20:00 |
| Central Córdoba (SdE)    | 1 - 1 | Brown de Adrogué        | Alfredo Terrera               | 1 de octubre     | 22:00 |
| Gimnasia y Esgrima (J)   | 1 - 0 | Instituto               | 23 de agosto                  | 13 de octubre    | 17:00 |
| Libre: Ramón Santamarina |       |                         |                               |                  |       |

| Nueva Chicago           | 1 - 0 | Los Andes              | Nueva Chicago                    | 4 de octubre    | 15:35 |
| Deportivo Morón         | 1 - 0 | Agropecuario           | Nuevo Francisco Urbano           | 5 de octubre    | 16:30 |
| Instituto               | 1 - 2 | Ramón Santamarina      | Juan Domingo Perón               | 5 de octubre    | 21:05 |
| Brown de Adrogué        | 1 - 1 | Almagro                | Lorenzo Arandilla                | 6 de octubre    | 13:30 |
| Temperley               | 1 - 0 | Gimnasia y Esgrima (J) | Alfredo Beranger                 | 6 de octubre    | 15:30 |
| Quilmes                 | 1 - 1 | Gimnasia y Esgrima (M) | Centenario                       | 6 de octubre    | 15:30 |
| Chacarita Juniors       | 0 - 2 | Arsenal                | Chacarita Juniors                | 6 de octubre    | 17:05 |
| Guillermo Brown         | 2 - 0 | Atlético de Rafaela    | Raúl Conti                       | 7 de octubre    | 16:00 |
| Independiente Rivadavia | 2 - 1 | Villa Dálmine          | Bautista Gargantini              | 7 de octubre    | 17:00 |
| Mitre (SdE)             | 1 - 0 | Defensores de Belgrano | Dres. José y Antonio Castiglione | 7 de octubre    | 17:00 |
| Sarmiento (J)           | 3 - 1 | Platense               | Eva Perón                        | 8 de octubre    | 21:05 |
| Ferro Carril Oeste      | 1 - 3 | Central Córdoba (SdE)  | Arquitecto Ricardo Echeverri     | 17 de noviembre | 17:00 |
| Libre: Olimpo           |       |                        |                                  |                 |       |

| Arsenal                | 1 - 0 | Deportivo Morón         | El Viaducto                   | 19 de octubre | 15:30 |
| Almagro                | 1 - 2 | Ferro Carril Oeste      | Tres de Febrero               | 19 de octubre | 15:30 |
| Atlético de Rafaela    | 2 - 0 | Olimpo                  | Nuevo Monumental              | 19 de octubre | 21:00 |
| Los Andes              | 0 - 0 | Guillermo Brown         | Eduardo Gallardón             | 20 de octubre | 12:00 |
| Agropecuario           | 0 - 0 | Independiente Rivadavia | Ofelia Rosenzuaig             | 20 de octubre | 18:00 |
| Ramón Santamarina      | 0 - 1 | Temperley               | Municipal General San Martin  | 20 de octubre | 20:00 |
| Villa Dálmine          | 1 - 1 | Quilmes                 | El Coliseo de Mitre y Puccini | 20 de octubre | 20:05 |
| Platense               | 0 - 0 | Brown de Adrogué        | Ciudad de Vicente López       | 20 de octubre | 20:05 |
| Defensores de Belgrano | 1 - 2 | Chacarita Juniors       | Juan Pasquale                 | 21 de octubre | 14:35 |
| Gimnasia y Esgrima (J) | 1 - 0 | Mitre (SdE)             | 23 de agosto                  | 21 de octubre | 17:00 |
| Gimnasia y Esgrima (M) | 0 - 2 | Sarmiento (J)           | Víctor Antonio Legrotaglie    | 21 de octubre | 17:00 |
| Central Córdoba (SdE)  | 1 - 2 | Nueva Chicago           | Alfredo Terrera               | 22 de octubre | 20:05 |
| Libre: Instituto       |       |                         |                               |               |       |

| Temperley                  | 0 - 1 | Instituto              | Alfredo Beranger                 | 26 de octubre | 20:05 |
| Brown de Adrogué           | 1 - 0 | Gimnasia y Esgrima (M) | Lorenzo Arandilla                | 27 de octubre | 15:00 |
| Ferro Carril Oeste         | 0 - 2 | Platense               | Arquitecto Ricardo Echeverri     | 27 de octubre | 16:00 |
| Sarmiento (J)              | 2 - 1 | Villa Dálmine          | Eva Perón                        | 27 de octubre | 18:00 |
| Nueva Chicago              | 0 - 0 | Almagro                | Nueva Chicago                    | 28 de octubre | 15:05 |
| Guillermo Brown            | 0 - 0 | Central Córdoba (SdE)  | Raúl Conti                       | 28 de octubre | 16:00 |
| Olimpo                     | 1 - 1 | Los Andes              | Roberto N. Carminatti            | 28 de octubre | 16:30 |
| Mitre (SdE)                | 2 - 2 | Ramón Santamarina      | Dres. José y Antonio Castiglione | 28 de octubre | 17:00 |
| Independiente Rivadavia    | 1 - 1 | Arsenal                | Bautista Gargantini              | 28 de octubre | 17:00 |
| Deportivo Morón            | 1 - 1 | Defensores de Belgrano | Nuevo Francisco Urbano           | 29 de octubre | 15:30 |
| Chacarita Juniors          | 1 - 0 | Gimnasia y Esgrima (J) | Chacarita Juniors                | 29 de octubre | 21:05 |
| Quilmes                    | 0 - 1 | Agropecuario           | Centenario                       | 30 de octubre | 19:30 |
| Libre: Atlético de Rafaela |       |                        |                                  |               |       |

| Instituto              | 1 - 0 | Mitre (SdE)             | Juan Domingo Perón            | 2 de noviembre | 21:00 |
| Villa Dálmine          | 0 - 0 | Brown de Adrogué        | El Coliseo de Mitre y Puccini | 2 de noviembre | 21:05 |
| Defensores de Belgrano | 1 - 1 | Independiente Rivadavia | Juan Pasquale                 | 3 de noviembre | 14:30 |
| Los Andes              | 0 - 2 | Atlético de Rafaela     | Eduardo Gallardón             | 3 de noviembre | 15:30 |
| Platense               | 3 - 0 | Nueva Chicago           | Ciudad de Vicente López       | 4 de noviembre | 15:10 |
| Gimnasia y Esgrima (M) | 3 - 1 | Ferro Carril Oeste      | Víctor Antonio Legrotaglie    | 4 de noviembre | 16:30 |
| Gimnasia y Esgrima (J) | 1 - 1 | Deportivo Morón         | 23 de agosto                  | 4 de noviembre | 17:00 |
| Central Córdoba (SdE)  | 1 - 1 | Olimpo                  | Alfredo Terrera               | 4 de noviembre | 18:00 |
| Arsenal                | 4 - 1 | Quilmes                 | El Viaducto                   | 5 de noviembre | 15:30 |
| Almagro                | 1 - 1 | Guillermo Brown         | Tres de Febrero               | 5 de noviembre | 15:30 |
| Ramón Santamarina      | 2 - 0 | Chacarita Juniors       | Municipal General San Martin  | 5 de noviembre | 20:00 |
| Agropecuario           | 0 - 0 | Sarmiento (J)           | Ofelia Rosenzuaig             | 5 de noviembre | 21:05 |
| Libre: Temperley       |       |                         |                               |                |       |

| Atlético de Rafaela     | 2 - 2 | Central Córdoba (SdE)  | Nuevo Monumental                 | 9 de noviembre  | 21:05 |
| Brown de Adrogué        | 0 - 0 | Agropecuario           | Lorenzo Arandilla                | 10 de noviembre | 12:00 |
| Deportivo Morón         | 2 - 0 | Ramón Santamarina      | Nuevo Francisco Urbano           | 10 de noviembre | 14:00 |
| Chacarita Juniors       | 2 - 2 | Instituto              | Chacarita Juniors                | 10 de noviembre | 14:00 |
| Guillermo Brown         | 0 - 0 | Platense               | Cayetano Castro                  | 11 de noviembre | 16:00 |
| Independiente Rivadavia | 3 - 1 | Gimnasia y Esgrima (J) | Bautista Gargantini              | 11 de noviembre | 19:30 |
| Mitre (SdE)             | 2 - 1 | Temperley              | Dres. José y Antonio Castiglione | 11 de noviembre | 20:00 |
| Nueva Chicago           | 4 - 1 | Gimnasia y Esgrima (M) | Nueva Chicago                    | 12 de noviembre | 15:35 |
| Quilmes                 | 1 - 2 | Defensores de Belgrano | Centenario                       | 12 de noviembre | 20:00 |
| Ferro Carril Oeste      | 2 - 0 | Villa Dálmine          | Arquitecto Ricardo Echeverri     | 12 de noviembre | 20:00 |
| Olimpo                  | 2 - 0 | Almagro                | Roberto N. Carminatti            | 12 de noviembre | 21:05 |
| Sarmiento (J)           | 2 - 0 | Arsenal                | Eva Perón                        | 13 de noviembre | 20:00 |
| Libre: Los Andes        |       |                        |                                  |                 |       |

| Central Córdoba (SdE)  | 1 - 0 | Los Andes               | Alfredo Terrera               | 23 de noviembre | 22:00 |
| Arsenal                | 2 - 1 | Brown de Adrogué        | El Viaducto                   | 24 de noviembre | 21:00 |
| Almagro                | 1 - 0 | Atlético de Rafaela     | Tres de Febrero               | 25 de noviembre | 17:00 |
| Platense               | 2 - 1 | Olimpo                  | Ciudad de Vicente López       | 25 de noviembre | 17:00 |
| Gimnasia y Esgrima (J) | 0 - 0 | Quilmes                 | 23 de agosto                  | 25 de noviembre | 17:00 |
| Gimnasia y Esgrima (M) | 2 - 1 | Guillermo Brown         | Víctor Antonio Legrotaglie    | 25 de noviembre | 17:30 |
| Instituto              | 0 - 2 | Deportivo Morón         | Juan Domingo Perón            | 25 de noviembre | 19:00 |
| Villa Dálmine          | 3 - 1 | Nueva Chicago           | El Coliseo de Mitre y Puccini | 25 de noviembre | 19:05 |
| Agropecuario           | 2 - 1 | Ferro Carril Oeste      | Ofelia Rosenzuaig             | 25 de noviembre | 20:00 |
| Ramón Santamarina      | 0 - 0 | Independiente Rivadavia | Municipal General San Martin  | 26 de noviembre | 20:30 |
| Defensores de Belgrano | 0 - 0 | Sarmiento (J)           | Juan Pasquale                 | 26 de noviembre | 21:05 |
| Temperley              | 0 - 0 | Chacarita Juniors       | Alfredo Beranger              | 27 de noviembre | 21:05 |
| Libre: Mitre (SdE)     |       |                         |                               |                 |       |

| Guillermo Brown              | 2 - 2 | Villa Dálmine          | Cayetano Castro              | 18 de noviembre | 17:00 |
| Nueva Chicago                | 1 - 0 | Agropecuario           | Nueva Chicago                | 19 de noviembre | 17:00 |
| Los Andes                    | 0 - 1 | Almagro                | Eduardo Gallardón            | 30 de noviembre | 20:00 |
| Sarmiento (J)                | 1 - 1 | Gimnasia y Esgrima (J) | Eva Perón                    | 1 de diciembre  | 17:05 |
| Independiente Rivadavia      | 2 - 0 | Instituto              | Bautista Gargantini          | 1 de diciembre  | 19:10 |
| Deportivo Morón              | 1 - 3 | Temperley              | Nuevo Francisco Urbano       | 2 de diciembre  | 17:00 |
| Quilmes                      | 0 - 0 | Ramón Santamarina      | Centenario                   | 2 de diciembre  | 17:00 |
| Brown de Adrogué             | 1 - 1 | Defensores de Belgrano | Lorenzo Arandilla            | 2 de diciembre  | 17:00 |
| Olimpo                       | 1 - 1 | Gimnasia y Esgrima (M) | Roberto N. Carminatti        | 2 de diciembre  | 18:00 |
| Ferro Carril Oeste           | 2 - 1 | Arsenal                | Arquitecto Ricardo Echeverri | 2 de diciembre  | 19:00 |
| Atlético de Rafaela          | 1 - 1 | Platense               | Nuevo Monumental             | 2 de diciembre  | 19:05 |
| Chacarita Juniors            | 0 - 2 | Mitre (SdE)            | Chacarita Juniors            | 4 de diciembre  | 21:05 |
| Libre: Central Córdoba (SdE) |       |                        |                              |                 |       |

| Temperley                | 2 - 0 | Independiente Rivadavia | Alfredo Beranger                 | 7 de diciembre  | 19:00 |
| Defensores de Belgrano   | 2 - 0 | Ferro Carril Oeste      | Juan Pasquale                    | 7 de diciembre  | 20:05 |
| Villa Dálmine            | 1 - 0 | Olimpo                  | El Coliseo de Mitre y Puccini    | 8 de diciembre  | 17:00 |
| Platense                 | 0 - 1 | Los Andes               | Ciudad de Vicente López          | 8 de diciembre  | 17:05 |
| Agropecuario             | 0 - 0 | Guillermo Brown         | Ofelia Rosenzuaig                | 8 de diciembre  | 20:00 |
| Gimnasia y Esgrima (J)   | 2 - 0 | Brown de Adrogué        | 23 de agosto                     | 8 de diciembre  | 21:00 |
| Gimnasia y Esgrima (M)   | 2 - 1 | Atlético de Rafaela     | Víctor Antonio Legrotaglie       | 9 de diciembre  | 18:00 |
| Instituto                | 1 - 1 | Quilmes                 | Juan Domingo Perón               | 9 de diciembre  | 20:00 |
| Almagro                  | 1 - 3 | Central Córdoba (SdE)   | Tres de Febrero                  | 10 de diciembre | 17:00 |
| Arsenal                  | 2 - 0 | Nueva Chicago           | El Viaducto                      | 10 de diciembre | 21:05 |
| Mitre (SdE)              | 1 - 0 | Deportivo Morón         | Dres. José y Antonio Castiglione | 10 de diciembre | 22:00 |
| Ramón Santamarina        | 0 - 1 | Sarmiento (J)           | Municipal General San Martin     | 11 de diciembre | 21:05 |
| Libre: Chacarita Juniors |       |                         |                                  |                 |       |

| Los Andes               | 2 - 2 | Gimnasia y Esgrima (M) | Eduardo Gallardón            | 1 de febrero | 20:00 |
| Atlético de Rafaela     | 0 - 1 | Villa Dálmine          | Nuevo Monumental             | 1 de febrero | 21:00 |
| Central Córdoba (SdE)   | 1 - 0 | Platense               | Alfredo Terrera              | 1 de febrero | 22:00 |
| Deportivo Morón         | 0 - 0 | Chacarita Juniors      | Nuevo Francisco Urbano       | 2 de febrero | 17:00 |
| Brown de Adrogué        | 1 - 1 | Ramón Santamarina      | Lorenzo Arandilla            | 2 de febrero | 17:00 |
| Ferro Carril Oeste      | 1 - 2 | Gimnasia y Esgrima (J) | Arquitecto Ricardo Echeverri | 2 de febrero | 17:00 |
| Nueva Chicago           | 0 - 0 | Defensores de Belgrano | Nueva Chicago                | 2 de febrero | 17:00 |
| Quilmes                 | 1 - 1 | Temperley              | Centenario                   | 2 de febrero | 19:10 |
| Guillermo Brown         | 0 - 2 | Arsenal                | Raul Conti                   | 3 de febrero | 17:00 |
| Independiente Rivadavia | 0 - 1 | Mitre (SdE)            | Bautista Gargantini          | 3 de febrero | 19:30 |
| Olimpo                  | 1 - 0 | Agropecuario           | Roberto N. Carminatti        | 3 de febrero | 21:00 |
| Sarmiento (J)           | 1 - 1 | Instituto              | Eva Perón                    | 4 de febrero | 20:05 |
| Libre: Almagro          |       |                        |                              |              |       |

| Ramón Santamarina      | 3 - 1 | Ferro Carril Oeste      | Municipal General San Martin        | 8 de febrero  | 20:30 |
| Defensores de Belgrano | 1 - 0 | Guillermo Brown         | Juan Pasquale                       | 9 de febrero  | 17:00 |
| Villa Dálmine          | 1 - 0 | Los Andes               | El Coliseo de Mitre y Puccini       | 9 de febrero  | 17:00 |
| Gimnasia y Esgrima (M) | 2 - 0 | Central Córdoba (SdE)   | Víctor Antonio Legrotaglie          | 9 de febrero  | 18:00 |
| Chacarita Juniors      | 0 - 2 | Independiente Rivadavia | Chacarita Juniors                   | 9 de febrero  | 19:05 |
| Arsenal                | 2 - 0 | Olimpo                  | El Viaducto                         | 10 de febrero | 17:00 |
| Platense               | 3 - 1 | Almagro                 | Ciudad de Vicente López             | 10 de febrero | 17:00 |
| Gimnasia y Esgrima (J) | 1 - 2 | Nueva Chicago           | 23 de agosto                        | 10 de febrero | 17:00 |
| Temperley              | 2 - 1 | Sarmiento (J)           | Alfredo Beranger                    | 10 de febrero | 18:00 |
| Instituto              | 0 - 1 | Brown de Adrogué        | Juan Domingo Perón                  | 10 de febrero | 19:00 |
| Agropecuario           | 2 - 0 | Atlético de Rafaela     | Ofelia Rosenzuaig                   | 10 de febrero | 20:00 |
| Mitre (SdE)            | 1 - 1 | Quilmes                 | Doctores José y Antonio Castiglione | 10 de febrero | 21:00 |
| Libre: Deportivo Morón |       |                         |                                     |               |       |

| Central Córdoba (SdE)   | 1 - 0 | Villa Dálmine          | Alfredo Terrera              | 15 de febrero | 22:00 |
| Nueva Chicago           | 0 - 1 | Ramón Santamarina      | Nueva Chicago                | 16 de febrero | 17:00 |
| Ferro Carril Oeste      | 1 - 1 | Instituto              | Arquitecto Ricardo Echeverri | 16 de febrero | 17:00 |
| Brown de Adrogué        | 0 - 1 | Temperley              | Lorenzo Arandilla            | 16 de febrero | 17:00 |
| Los Andes               | 0 - 1 | Agropecuario           | Eduardo Gallardón            | 16 de febrero | 17:00 |
| Sarmiento (J)           | 1 - 0 | Mitre (SdE)            | Eva Perón                    | 16 de febrero | 19:05 |
| Atlético de Rafaela     | 0 - 0 | Arsenal                | Nuevo Monumental             | 16 de febrero | 19:30 |
| Guillermo Brown         | 0 - 1 | Gimnasia y Esgrima (J) | Raul Conti                   | 17 de febrero | 17:00 |
| Almagro                 | 0 - 0 | Gimnasia y Esgrima (M) | Tres de Febrero              | 17 de febrero | 17:00 |
| Independiente Rivadavia | 1 - 1 | Deportivo Morón        | Bautista Gargantini          | 17 de febrero | 18:30 |
| Olimpo                  | 0 - 1 | Defensores de Belgrano | Roberto N. Carminatti        | 17 de febrero | 21:00 |
| Quilmes                 | 2 - 1 | Chacarita Juniors      | Centenario                   | 19 de febrero | 21:05 |
| Libre: Platense         |       |                        |                              |               |       |

| Defensores de Belgrano         | 0 - 3 | Atlético de Rafaela   | Juan Pasquale                       | 23 de febrero | 17:00 |
| Chacarita Juniors              | 1 - 3 | Sarmiento (J)         | Chacarita Juniors                   | 23 de febrero | 17:05 |
| Agropecuario                   | 1 - 1 | Central Córdoba (SdE) | Ofelia Rosenzuaig                   | 23 de febrero | 19:00 |
| Villa Dálmine                  | 2 - 0 | Almagro               | El Coliseo de Mitre y Puccini       | 23 de febrero | 19:00 |
| Instituto                      | 2 - 3 | Nueva Chicago         | Juan Domingo Perón                  | 23 de febrero | 19:05 |
| Ramón Santamarina              | 0 - 2 | Guillermo Brown       | Municipal General San Martin        | 23 de febrero | 20:30 |
| Mitre (SdE)                    | 0 - 1 | Brown de Adrogué      | Doctores José y Antonio Castiglione | 23 de febrero | 21:00 |
| Gimnasia y Esgrima (J)         | 1 - 1 | Olimpo                | 23 de agosto                        | 24 de febrero | 17:00 |
| Arsenal                        | 1 - 1 | Los Andes             | El Viaducto                         | 24 de febrero | 17:00 |
| Deportivo Morón                | 1 - 0 | Quilmes               | Nuevo Francisco Urbano              | 24 de febrero | 17:00 |
| Gimnasia y Esgrima (M)         | 0 - 3 | Platense              | Víctor Antonio Legrotaglie          | 24 de febrero | 18:00 |
| Temperley                      | 2 - 2 | Ferro Carril Oeste    | Alfredo Beranger                    | 25 de febrero | 21:00 |
| Libre: Independiente Rivadavia |       |                       |                                     |               |       |

| Almagro                       | 1 - 1 | Agropecuario            | Tres de Febrero              | 1 de marzo | 17:00 |
| Atlético de Rafaela           | 2 - 1 | Gimnasia y Esgrima (J)  | Nuevo Monumental             | 1 de marzo | 21:00 |
| Central Córdoba (SdE)         | 1 - 1 | Arsenal                 | Alfredo Terrera              | 1 de marzo | 22:00 |
| Los Andes                     | 1 - 1 | Defensores de Belgrano  | Eduardo Gallardón            | 2 de marzo | 17:00 |
| Brown de Adrogué              | 3 - 0 | Chacarita Juniors       | Lorenzo Arandilla            | 2 de marzo | 17:00 |
| Quilmes                       | 2 - 2 | Independiente Rivadavia | Centenario                   | 2 de marzo | 19:05 |
| Olimpo                        | 3 - 1 | Ramón Santamarina       | Roberto N. Carminatti        | 3 de marzo | 17:00 |
| Guillermo Brown               | 1 - 0 | Instituto               | Raul Conti                   | 3 de marzo | 17:00 |
| Nueva Chicago                 | 4 - 1 | Temperley               | Nueva Chicago                | 3 de marzo | 17:05 |
| Ferro Carril Oeste            | 2 - 0 | Mitre (SdE)             | Arquitecto Ricardo Echeverri | 3 de marzo | 18:00 |
| Platense                      | 0 - 0 | Villa Dálmine           | Ciudad de Vicente López      | 3 de marzo | 19:00 |
| Sarmiento (J)                 | 1 - 1 | Deportivo Morón         | Eva Perón                    | 4 de marzo | 21:05 |
| Libre: Gimnasia y Esgrima (M) |       |                         |                              |            |       |

| Deportivo Morón         | 0 - 1 | Brown de Adrogué       | Nuevo Francisco Urbano              | 9 de marzo  | 17:00 |
| Villa Dálmine           | 2 - 0 | Gimnasia y Esgrima (M) | El Coliseo de Mitre y Puccini       | 9 de marzo  | 17:00 |
| Temperley               | 0 - 0 | Guillermo Brown        | Alfredo Beranger                    | 9 de marzo  | 17:05 |
| Defensores de Belgrano  | 2 - 0 | Central Córdoba (SdE)  | Juan Pasquale                       | 10 de marzo | 17:00 |
| Chacarita Juniors       | 0 - 1 | Ferro Carril Oeste     | Chacarita Juniors                   | 10 de marzo | 19:00 |
| Instituto               | 4 - 0 | Olimpo                 | Juan Domingo Perón                  | 10 de marzo | 19:00 |
| Mitre (SdE)             | 1 - 1 | Nueva Chicago          | Doctores José y Antonio Castiglione | 10 de marzo | 21:00 |
| Arsenal                 | 0 - 0 | Almagro                | El Viaducto                         | 11 de marzo | 17:05 |
| Gimnasia y Esgrima (J)  | 1 - 1 | Los Andes              | 23 de agosto                        | 11 de marzo | 18:00 |
| Ramón Santamarina       | 1 - 0 | Atlético de Rafaela    | Municipal General San Martin        | 11 de marzo | 20:30 |
| Agropecuario            | 2 - 0 | Platense               | Ofelia Rosenzuaig                   | 11 de marzo | 21:05 |
| Independiente Rivadavia | 0 - 0 | Sarmiento (J)          | Bautista Gargantini                 | 12 de marzo | 21:40 |
| Libre: Quilmes          |       |                        |                                     |             |       |

| Gimnasia y Esgrima (M) | 1 - 0 | Agropecuario            | Víctor Antonio Legrotaglie   | 15 de marzo | 17:30 |
| Platense               | 3 - 0 | Arsenal                 | Ciudad de Vicente López      | 16 de marzo | 17:05 |
| Nueva Chicago          | 1 - 1 | Chacarita Juniors       | Nueva Chicago                | 17 de marzo | 15:05 |
| Olimpo                 | 0 - 2 | Temperley               | Roberto N. Carminatti        | 17 de marzo | 16:00 |
| Brown de Adrogué       | 1 - 0 | Independiente Rivadavia | Lorenzo Arandilla            | 17 de marzo | 16:00 |
| Ferro Carril Oeste     | 5 - 1 | Deportivo Morón         | Arquitecto Ricardo Echeverri | 17 de marzo | 16:00 |
| Guillermo Brown        | 3 - 0 | Mitre (SdE)             | Raul Conti                   | 17 de marzo | 16:00 |
| Los Andes              | 2 - 0 | Ramón Santamarina       | Eduardo Gallardón            | 17 de marzo | 16:00 |
| Almagro                | 3 - 0 | Defensores de Belgrano  | Tres de Febrero              | 17 de marzo | 19:00 |
| Central Córdoba (SdE)  | 2 - 0 | Gimnasia y Esgrima (J)  | Alfredo Terrera              | 17 de marzo | 19:00 |
| Atlético de Rafaela    | 1 - 0 | Instituto               | Nuevo Monumental             | 17 de marzo | 20:00 |
| Sarmiento (J)          | 0 - 0 | Quilmes                 | Eva Perón                    | 18 de marzo | 21:05 |
| Libre: Villa Dálmine   |       |                         |                              |             |       |

| Instituto               | 0 - 1 | Los Andes              | Juan Domingo Perón                  | 22 de marzo | 21:00 |
| Arsenal                 | 3 - 1 | Gimnasia y Esgrima (M) | El Viaducto                         | 23 de marzo | 14:30 |
| Chacarita Juniors       | 3 - 1 | Guillermo Brown        | Chacarita Juniors                   | 23 de marzo | 16:00 |
| Temperley               | 2 - 1 | Atlético de Rafaela    | Alfredo Beranger                    | 23 de marzo | 19:00 |
| Ramón Santamarina       | 1 - 2 | Central Córdoba (SdE)  | Municipal General San Martin        | 23 de marzo | 20:30 |
| Deportivo Morón         | 1 - 1 | Nueva Chicago          | Nuevo Francisco Urbano              | 24 de marzo | 15:05 |
| Gimnasia y Esgrima (J)  | 0 - 1 | Almagro                | 23 de agosto                        | 24 de marzo | 17:00 |
| Independiente Rivadavia | 0 - 1 | Ferro Carril Oeste     | Bautista Gargantini                 | 24 de marzo | 17:00 |
| Agropecuario            | 0 - 0 | Villa Dálmine          | Ofelia Rosenzuaig                   | 24 de marzo | 19:00 |
| Mitre (SdE)             | 3 - 4 | Olimpo                 | Doctores José y Antonio Castiglione | 24 de marzo | 21:00 |
| Defensores de Belgrano  | 1 - 2 | Platense               | Juan Pasquale                       | 24 de marzo | 21:10 |
| Quilmes                 | 0 - 0 | Brown de Adrogué       | Centenario                          | 25 de marzo | 21:05 |
| Libre: Sarmiento (J)    |       |                        |                                     |             |       |

| Central Córdoba (SdE)  | 1 - 3 | Instituto               | Alfredo Terrera               | 29 de marzo | 22:00 |
| Los Andes              | 1 - 0 | Temperley               | Eduardo Gallardón             | 30 de marzo | 13:05 |
| Nueva Chicago          | 2 - 2 | Independiente Rivadavia | Nueva Chicago                 | 30 de marzo | 15:05 |
| Almagro                | 2 - 0 | Ramón Santamarina       | Tres de Febrero               | 30 de marzo | 16:00 |
| Villa Dálmine          | 1 - 3 | Arsenal                 | El Coliseo de Mitre y Puccini | 30 de marzo | 17:05 |
| Ferro Carril Oeste     | 1 - 1 | Quilmes                 | Arquitecto Ricardo Echeverri  | 31 de marzo | 16:00 |
| Guillermo Brown        | 3 - 1 | Deportivo Morón         | Raul Conti                    | 31 de marzo | 16:00 |
| Olimpo                 | 2 - 1 | Chacarita Juniors       | Roberto N. Carminatti         | 31 de marzo | 16:00 |
| Gimnasia y Esgrima (M) | 1 - 0 | Defensores de Belgrano  | Víctor Antonio Legrotaglie    | 31 de marzo | 16:00 |
| Atlético de Rafaela    | 0 - 1 | Mitre (SdE)             | Nuevo Monumental              | 31 de marzo | 20:00 |
| Brown de Adrogué       | 0 - 3 | Sarmiento (J)           | Lorenzo Arandilla             | 1 de abril  | 15:30 |
| Platense               | 1 - 0 | Gimnasia y Esgrima (J)  | Ciudad de Vicente López       | 1 de abril  | 21:05 |
| Libre: Agropecuario    |       |                         |                               |             |       |

| Arsenal                 | 2 - 0 | Agropecuario           | El Viaducto                         | 5 de abril | 15:00 |
| Deportivo Morón         | 1 - 0 | Olimpo                 | Nuevo Francisco Urbano              | 5 de abril | 15:30 |
| Instituto               | 1 - 1 | Almagro                | Juan Domingo Perón                  | 5 de abril | 21:00 |
| Defensores de Belgrano  | 2 - 1 | Villa Dálmine          | Juan Pasquale                       | 6 de abril | 15:30 |
| Chacarita Juniors       | 1 - 0 | Atlético de Rafaela    | Chacarita Juniors                   | 6 de abril | 15:30 |
| Sarmiento (J)           | 2 - 2 | Ferro Carril Oeste     | Eva Perón                           | 6 de abril | 20:10 |
| Mitre (SdE)             | 2 - 1 | Los Andes              | Doctores José y Antonio Castiglione | 6 de abril | 22:00 |
| Temperley               | 1 - 2 | Central Córdoba (SdE)  | Alfredo Beranger                    | 7 de abril | 11:00 |
| Gimnasia y Esgrima (J)  | 1 - 2 | Gimnasia y Esgrima (M) | 23 de agosto                        | 7 de abril | 17:00 |
| Independiente Rivadavia | 1 - 0 | Guillermo Brown        | Bautista Gargantini                 | 7 de abril | 19:00 |
| Ramón Santamarina       | 1 - 1 | Platense               | Municipal General San Martin        | 8 de abril | 20:30 |
| Quilmes                 | 3 - 2 | Nueva Chicago          | Centenario                          | 8 de abril | 21:05 |
| Libre: Brown de Adrogué |       |                        |                                     |            |       |

| Los Andes              | 0 - 1 | Chacarita Juniors       | Eduardo Gallardón             | 13 de abril | 15:30 |
| Olimpo                 | 2 - 3 | Independiente Rivadavia | Roberto Natalio Carminatti    | 13 de abril | 16:00 |
| Ferro Carril Oeste     | 1 - 0 | Brown de Adrogué        | Arquitecto Ricardo Etcheverri | 13 de abril | 16:00 |
| Almagro                | 2 - 1 | Temperley               | Tres de Febrero               | 13 de abril | 17:05 |
| Platense               | 2 - 1 | Instituto               | Ciudad de Vicente López       | 14 de abril | 15:30 |
| Guillermo Brown        | 2 - 1 | Quilmes                 | Raúl Conti                    | 14 de abril | 16:00 |
| Agropecuario           | 1 - 0 | Defensores de Belgrano  | Ofelia Rosenzuaig             | 14 de abril | 16:00 |
| Villa Dálmine          | 4 - 4 | Gimnasia y Esgrima (J)  | El Coliseo de Mitre y Puccini | 14 de abril | 16:00 |
| Gimnasia y Esgrima (M) | 3 - 3 | Ramón Santamarina       | Víctor Antonio Legrotaglie    | 14 de abril | 16:30 |
| Central Córdoba (SdE)  | 1 - 1 | Mitre (SdE)             | Alfredo Terrera               | 14 de abril | 17:30 |
| Nueva Chicago          | 1 - 0 | Sarmiento (J)           | Nueva Chicago                 | 15 de abril | 15:35 |
| Atlético de Rafaela    | 0 - 1 | Deportivo Morón         | Nuevo Monumental              | 15 de abril | 21:05 |
| Libre: Arsenal         |       |                         |                               |             |       |

| Independiente Rivadavia   | 1 - 1 | Atlético de Rafaela    | Bautista Gargantini                 | 19 de abril | 17:30 |
| Chacarita Juniors         | 0 - 0 | Central Córdoba (SdE)  | Chacarita Juniors                   | 19 de abril | 20:00 |
| Quilmes                   | 3 - 1 | Olimpo                 | Centenario                          | 20 de abril | 13:05 |
| Deportivo Morón           | 3 - 0 | Los Andes              | Nuevo Francisco Urbano              | 20 de abril | 13:05 |
| Gimnasia y Esgrima (J)    | 0 - 0 | Agropecuario           | 23 de agosto                        | 20 de abril | 16:00 |
| Instituto                 | 1 - 1 | Gimnasia y Esgrima (M) | Juan Domingo Perón                  | 20 de abril | 19:00 |
| Temperley                 | 1 - 1 | Platense               | Alfredo Beranger                    | 20 de abril | 21:00 |
| Brown de Adrogué          | 2 - 1 | Nueva Chicago          | Lorenzo Arandilla                   | 21 de abril | 15:10 |
| Sarmiento (J)             | 3 - 1 | Guillermo Brown        | Eva Perón                           | 21 de abril | 15:10 |
| Defensores de Belgrano    | 0 - 1 | Arsenal                | Juan Pasquale                       | 21 de abril | 15:10 |
| Mitre (SdE)               | 2 - 4 | Almagro                | Doctores José y Antonio Castiglione | 21 de abril | 21:30 |
| Ramón Santamarina         | 0 - 0 | Villa Dálmine          | Municipal General San Martín        | 22 de abril | 20:30 |
| Libre: Ferro Carril Oeste |       |                        |                                     |             |       |

1. ↑  Suspendido a los 30' del segundo tiempo, por incidentes generados por la parcialidad local, con el resultado 0-2. Se le dio por ganado a Almagro por el mismo resultado.[26]
2. ↑  Suspendidos por las condiciones climáticas. Se jugaron el 13 de octubre, a partir de las 15:30.
3. ↑  Suspendido por las condiciones climáticas. Se jugó el 12 de diciembre, a partir de las 20:05.
4. ↑  Postergado por la realización de la Fiesta de la Juventud en el estadio.
5. ↑  Postergado por la realización de los Juegos Olímpicos de la Juventud Buenos Aires 2018.
6. ↑  Suspendido por fallas en la iluminación del estadio a los 7', con el resultado 0-0. Se completó el 18 de noviembre, a partir de las 19:00.
7. ↑  Suspendido por las condiciones climáticas a los 4' del segundo tiempo, con el resultado 0-0. Se compĺetó el 28 de noviembre, a partir de las 17:00.
8. ↑  Suspendido por las condiciones climáticas. Se jugó el 19 de noviembre, a partir de las 17:00.
9. ↑  Suspendido por fallas en la iluminación del estadio a los 36' del segundo tiempo, con el resultado 1-0. Se completó el 14 de noviembre, a partir de las 11:00.
10. ↑  Suspendido por las condiciones climáticas. Se jugó el 2 de febrero, a partir de las 22:00.

### Partido de desempate del primer puesto
Al haber terminado igualados en el primer puesto de la tabla final de posiciones, Sarmiento (J) y Arsenal jugaron un partido de desempate.
| Sarmiento (J) | 0 - 1 | Arsenal | Florencio Sola | 28 de abril | 15:00 |

## Torneo reducido por el segundo ascenso
Los 8 equipos ubicados del 2.º al 9.º lugar de la tabla final de posiciones se ordenaron del 1 al 8 y participaron del Reducido, un minitorneo por eliminación directa, en el que se emparejaron, respectivamente, los mejor con los peor posicionados en la tabla. Luego se reordenaron y se enfrentaron de la misma manera.
Todas las instancias (cuartos de final, semifinales y final) se jugaron a doble partido, actuando como local en el de vuelta el equipo con mejor ubicación. En los cuartos y las semifinales, de terminar igualados la llave respectiva, fue el mejor posicionado en la tabla el que clasificó a la instancia siguiente. Por su parte, en la final, al empatar tras completar la serie, la definición se operó mediante la ejecución de tiros desde el punto penal.

### Cuadro de desarrollo
|  | Cuartos de final | Cuartos de final        | Cuartos de final | Cuartos de final           | Cuartos de final |   |       | Semifinales      | Semifinales      | Semifinales      | Semifinales      | Semifinales      |  |   | Final          | Final          | Final          | Final          | Final          |  |
|  | 4 al 13 de mayo  | 4 al 13 de mayo         | 4 al 13 de mayo  | 4 al 13 de mayo            | 4 al 13 de mayo  |   |       | 18 al 26 de mayo | 18 al 26 de mayo | 18 al 26 de mayo | 18 al 26 de mayo | 18 al 26 de mayo |  |   | 1 y 8 de junio | 1 y 8 de junio | 1 y 8 de junio | 1 y 8 de junio | 1 y 8 de junio |  |
|  |                  |                         |                  |                            |                  |   |       |                  |                  |                  |                  |                  |  |   |                |                |                |                |                |  |
|  |                  |                         |                  |                            |                  |   |       |                  |                  |                  |                  |                  |  |   |                |                |                |                |                |  |
|  | 1                | Sarmiento (J) (v. d.)   | 1                | 0                          | 1                |   |       |                  |                  |                  |                  |                  |  |   |                |                |                |                |                |  |
|  | 1                | Sarmiento (J) (v. d.)   | 1                | 0                          | 1                |   |       |                  |                  |                  |                  |                  |  |   |                |                |                |                |                |  |
|  | 8                | Brown de Adrogué        | 0                | 1                          | 1                |   |       |                  |                  |                  |                  |                  |  |   |                |                |                |                |                |  |
|  | 8                | Brown de Adrogué        | 0                | 1                          | 1                |   | 1     | Sarmiento (J)    | 1                | 2                | 3                |                  |  |   |                |                |                |                |                |  |
|  |                  |                         |                  |                            |                  |   | 1     | Sarmiento (J)    | 1                | 2                | 3                |                  |  |   |                |                |                |                |                |  |
|  |                  |                         | 4                | Independiente Rivadavia    | 0                | 0 | 0     |                  |                  |                  |                  |                  |  |   |                |                |                |                |                |  |
|  | 2                | Nueva Chicago           | 4                | Independiente Rivadavia    | 0                | 0 | 0     | 1                | 2                | 3                |                  |                  |  |   |                |                |                |                |                |  |
|  | 2                | Nueva Chicago           |                  |                            |                  |   |       |                  |                  | 3                |                  |                  |  |   |                |                |                |                |                |  |
|  | 7                | Independiente Rivadavia | 4                | 2                          | 6                |   |       |                  |                  |                  |                  |                  |  |   |                |                |                |                |                |  |
|  | 7                | Independiente Rivadavia | 4                | 2                          | 6                |   |       |                  |                  |                  |                  |                  |  | 1 | Sarmiento (J)  | 1              | 0              | 1 (3)          |                |  |
|  |                  |                         |                  |                            |                  |   |       |                  |                  |                  |                  |                  |  | 1 | Sarmiento (J)  | 1              | 0              | 1 (3)          |                |  |
|  |                  |                         | 2                | Central Córdoba (SdE) (p.) | 1                | 0 | 1 (5) |                  |                  |                  |                  |                  |  |   |                |                |                |                |                |  |
|  | 3                | Almagro (v. d.)         | 2                | Central Córdoba (SdE) (p.) | 1                | 0 | 1 (5) | 1                | 2                | 3                |                  |                  |  |   |                |                |                |                |                |  |
|  | 3                | Almagro (v. d.)         |                  |                            |                  |   |       |                  |                  | 3                |                  |                  |  |   |                |                |                |                |                |  |
|  | 6                | Gimnasia y Esgrima (M)  | 1                | 2                          | 3                |   |       |                  |                  |                  |                  |                  |  |   |                |                |                |                |                |  |
|  | 6                | Gimnasia y Esgrima (M)  | 1                | 2                          | 3                |   | 2     | Almagro          | 1                | 1                | 2                |                  |  |   |                |                |                |                |                |  |
|  |                  |                         |                  |                            |                  |   | 2     | Almagro          | 1                | 1                | 2                |                  |  |   |                |                |                |                |                |  |
|  |                  |                         | 3                | Central Córdoba (SdE)      | 2                | 2 | 4     |                  |                  |                  |                  |                  |  |   |                |                |                |                |                |  |
|  | 4                | Platense                | 3                | Central Córdoba (SdE)      | 2                | 2 | 4     | 0                | 0                | 0                |                  |                  |  |   |                |                |                |                |                |  |
|  | 4                | Platense                |                  |                            |                  |   |       |                  |                  | 0                |                  |                  |  |   |                |                |                |                |                |  |
|  | 5                | Central Córdoba (SdE)   | 0                | 1                          | 1                |   |       |                  |                  |                  |                  |                  |  |   |                |                |                |                |                |  |
|  | 5                | Central Córdoba (SdE)   | 0                | 1                          | 1                |   |       |                  |                  |                  |                  |                  |  |   |                |                |                |                |                |  |
|  |                  |                         |                  |                            |                  |   |       |                  |                  |                  |                  |                  |  |   |                |                |                |                |                |  |

- Nota: En cada llave, el equipo con menor numeración ejerció la localía en el partido de vuelta.

### Cuartos de final
| 4 de mayo, 16:35 | Independiente Rivadavia                     | 4:1 (1:1) | Nueva Chicago | Estadio Bautista Gargantini, Mendoza |                           |
|                  | Asenjo 23' · Castro 49' · Tissera 77' 90+6' | Reporte   | Orfano 39'    | Árbitro(s): Julio Barraza            | Árbitro(s): Julio Barraza |

| 11 de mayo, 13:05 | Nueva Chicago  | 2:2 (1:1) | Independiente Rivadavia | Estadio de Nueva Chicago, Buenos Aires |                           |
|                   | Franco 14' 74' | Reporte   | Castro 24' · Asenjo 51' | Árbitro(s): Darío Herrera              | Árbitro(s): Darío Herrera |

| 5 de mayo, 15:00 | Brown de Adrogué | 0:1 (0:1) | Sarmiento (J) | Estadio Lorenzo Arandilla, Adrogué |                            |
|                  |                  | Reporte   | Farré 22'     | Árbitro(s): Nazareno Arasa         | Árbitro(s): Nazareno Arasa |

| 11 de mayo, 15:30 | Sarmiento (J) | 0:1 (0:0) | Brown de Adrogué | Estadio Eva Perón, Junín  |                           |
|                   |               | Reporte   | Benegas 85'      | Árbitro(s): Silvio Trucco | Árbitro(s): Silvio Trucco |

| 4 de mayo, 18:35 | Central Córdoba (SdE) | 0:0     | Platense | Estadio Alfredo Terrera, Santiago del Estero |                          |
|                  |                       | Reporte |          | Árbitro(s): Pablo Dóvalo                     | Árbitro(s): Pablo Dóvalo |

| 12 de mayo, 13:05 | Platense | 0:1 (0:0) | Central Córdoba (SdE) | Estadio Ciudad de Vicente López, Florida |                            |
|                   |          | Reporte   | Ortega 75'            | Árbitro(s): Mauro Vigliano               | Árbitro(s): Mauro Vigliano |

| 6 de mayo, 21:05 | Gimnasia y Esgrima (M) | 1:1 (0:0) | Almagro            | Estadio Víctor Antonio Legrotaglie, Mendoza |                           |
|                  | Cortizo 86'            | Reporte   | J. M. Martínez 65' | Árbitro(s): Lucas Novelli                   | Árbitro(s): Lucas Novelli |

| 13 de mayo, 21:05 | Almagro                               | 2:2 (1:2) | Gimnasia y Esgrima (M)                     | Estadio Tres de Febrero, José Ingenieros |                                |
|                   | L. Acosta 28' (pen.) · Susvielles 53' | Reporte   | M. García 17' (a.g.) · Cucchi 45+3' (pen.) | Árbitro(s): Hernán Mastrángelo           | Árbitro(s): Hernán Mastrángelo |

### Semifinales
| 18 de mayo, 21:10 | Independiente Rivadavia | 0:1 (0:0) | Sarmiento (J) | Estadio Bautista Gargantini, Mendoza |                              |
|                   |                         | Reporte   | Orsini 88'    | Árbitro(s): Nicolás Lamolina         | Árbitro(s): Nicolás Lamolina |

| 25 de mayo, 16:35 | Sarmiento (J)            | 2:0 (0:0) | Independiente Rivadavia | Estadio Eva Perón, Junín       |                                |
|                   | Garnier 72' · Castro 90' | Reporte   |                         | Árbitro(s): Fernando Echenique | Árbitro(s): Fernando Echenique |

| 20 de mayo, 21:10 | Central Córdoba (SdE)    | 2:1 (1:1) | Almagro  | Estadio Alfredo Terrera, Santiago del Estero |                              |
|                   | Melivilo 15' · Rossi 62' | Reporte   | Arce 12' | Árbitro(s): Pablo Echavarría                 | Árbitro(s): Pablo Echavarría |

| 26 de mayo, 15:10 | Almagro   | 1:2 (1:1) | Central Córdoba (SdE)   | Estadio Tres de Febrero, José Ingenieros |                           |
|                   | Piovi 32' | Reporte   | Luján 23' · Rossi 90+4' | Árbitro(s): Andrés Merlos                | Árbitro(s): Andrés Merlos |

### Final
| 1 de junio, 19:00 | Central Córdoba (SdE) | 1:1 (0:0) | Sarmiento (J) | Estadio Alfredo Terrera, Santiago del Estero |                          |
|                   | Rossi 59'             | Reporte   | Miracco 78'   | Árbitro(s): Jorge Baliño                     | Árbitro(s): Jorge Baliño |

| 8 de junio, 17:10 | Sarmiento (J)                       | 0:0 (3:5 p.)               | Central Córdoba (SdE)                           | Estadio Eva Perón, Junín      |                               |
|                   |                                     | Reporte                    |                                                 | Árbitro(s): Fernando Espinoza | Árbitro(s): Fernando Espinoza |
|                   |                                     | Tiros desde el punto penal |                                                 |                               |                               |
|                   | - Kippes - Castro - Leys - Villalba |                            | - Jara - Rossi - Melivilo - Oviedo - A. Ramírez |                               |                               |

## Goleadores
| Jugador             | Equipo                 | Goles | Jugada | Cabeza | T. libre | Penal |
| ------------------- | ---------------------- | ----- | ------ | ------ | -------- | ----- |
| Patricio Cucchi     | Gimnasia y Esgrima (M) | 15    | 9      | 3      | 0        | 3     |
| Pablo Vegetti       | Instituto              | 15    | 7      | 3      | 0        | 5     |
| Enzo Díaz           | Ferro Carril Oeste     | 14    | 11     | 2      | 0        | 1     |
| Nicolás Orsini      | Sarmiento (J)          | 10    | 5      | 1      | 0        | 4     |
| Cristian Tarragona  | Platense               | 9     | 6      | 1      | 0        | 2     |
| Federico Anselmo    | Quilmes                | 9     | 4      | 3      | 0        | 2     |
| Ijiel Protti        | Villa Dálmine          | 9     | 7      | 2      | 0        | 0     |
| Juan Sánchez Sotelo | Nueva Chicago          | 9     | 7      | 0      | 0        | 2     |
| Nicolás Miracco     | Sarmiento (J)          | 9     | 6      | 1      | 0        | 2     |